# Лейтман, Саул Михайлович
Сау́л Миха́йлович Ле́йтман (1910, Баку, Российская империя — 1990, Москва, СССР) — социалист, активист сионистского движения в СССР. Многократно подвергался репрессиям в 1920—1930-х годах, о чем оставил книгу воспоминаний «Жернова» .
Биография С. М. Лейтмана опубликована Музеем и общественным центром «Мир, прогресс, права человека» им. А. Сахарова.
В сионистское движение С. М. Лейтман последовал за своим старшим братом Исааком. И. М.  Лейтман и его жена Ревекка Злобинская (оба родились в 1908) решением тройки при УНКВД Николаевской области от 20 апреля 1938 были расстреляны за «контрреволюционную деятельность». Впоследствии С. М. Лейтман добивался их реабилитации, но в итоге расстрел был лишь признан «необоснованным», а уголовное дело «прекращено за недоказанностью предъявленного обвинения».
Дочь Исаака и Ревекки Элла (р. 1935) выросла в семье Бориса Лейтмана (р. 1912) — младшего брата Саула и Исаака. Литературную запись мемуаров С. М. Лейтмана выполнил муж Эллы Савелий Абрамович Перец (р. 1930) — журналист и политолог, в годы перестройки заместитель генерального директора АЗЕРИНФОРМа.
У С. М. Лейтмана трое детей: дочери Лилия Сауловна Энкина (р. 1933) и Татьяна Сауловна Бернштейн (р. 1943), сын Михаил Саулович Лейтман (1945—2011).
С. М. Лейтман — дядя советского и израильского ученого Михаила Лейтмана и, соответственно, двоюродный дед писателя и публициста Александра Черницкого, автора послесловия к «Жерновам».